# Капланский, Рудольф Ильич
Рудо́льф (Ру́вин) Ильи́ч Капла́нский (варианты имени Рувен, Рувэн и Рувим; 8 марта 1911, Рени, Измаильский уезд, Бессарабская губерния — 16 октября 1966, Кишинёв) — молдавский эстрадный певец и скрипач, солист джаз-оркестра «Букурия» под управлением Шико Аранова.

## Биография
Родился в Рени, в семье зерноторговца Елюкима Гершовича Капланского (1878—1954), впоследствии переехавшего с семьёй в Аккерман. Мать — Бетя Соломоновна Капланская.
В 1930 году окончил кишинёвскую частную консерваторию «Униря» (Unirea) по классу скрипки профессора М. Я. Пестера, после чего выступал как скрипач и флейтист в оркестрах ресторанов Аккермана (Четатя Албэ, 1930—1933), а с 1933 года — Бухареста. С 1935 года играл в оркестре Петра Лещенко в Бухаресте, где встретился со своей женой — пианисткой и концертмейстером Соней (Софией) Ароновной Ширман (1911—?). В 1937 году возглавил оркестр ресторана «Schwarzer Adler» (Чёрный орёл) в Черновицах. В этом оркестре начал также петь, пригласил сюда мультиинструменталистов Хуну Ширмана и Шарля (Хайкеля) Брейтбурда (1898—1990), составивших впоследствии костяк Молдгосджаза.
Через два года возвратился в Бухарест, где выступал в оркестре бара «Пеликан» и вновь у Петра Лещенко. После присоединения Бессарабии к СССР в 1940 году переехал с семьёй в Кишинёв, где вскоре организовал оркестр при кинотеатре «Орфеум». На базе этого оркестра дирижёр Шико Аранов в 1941 году создал Молдавский государственный джаз-оркестр (Молдгосджаз), солистом которого стал Рудольф Капланский. В этом же оркестре играла и его жена, а также её брат — скрипач, саксофонист и кларнетист Гарри Ширман. В годы Великой Отечественной войны оркестр выступал на фронтах.
Большинство песен исполнялись в молдавском и русском вариантах. Песни «Я не вернуться не мог», «Скрипка», «Спасибо вам, мамы!», «Возвращение», «Если любишь ты…» (слова Ливиу Деляну, русский текст Георгия Ходосова) в исполнении Рудольфа Капланского стали шлягерами. Среди других исполняемых им песен — «Аурика» (слова Аурелиу Бусуйока, русский текст Александра Ренина и Игоря Иванова), «Молдавские ночи» (Ноптиле Молдовей, слова Александра Бадаша, русский текст Александра Ренина), «Джордж» из кинофильма «Джордж из Динки-джаза». Музыку ко всем песням написал Шико Аранов.
После расформирования Молдгосджаза в 1948 году Рудольф Капланский стал солистом эстрадного ансамбля Кишинёвской филармонии, с 1950-х годов — воссозданного джаз-оркестра «Букурия». Похоронен на Кишинёвском еврейском кладбище.